# Хуан Пабло Анхель
Хуан Пабло Анхель (ісп. Juan Pablo Ángel; нар. 24 жовтня 1975, Медельїн) — колумбійський футболіст, нападник клубу «Атлетіко Насьйональ».
Виступав, зокрема, в Європі, де грав за англійський клуб «Астон Вілла», також виступав за національну збірну Колумбії.

## Клубна кар'єра
У дорослому футболі дебютував 1993 року виступами за команду клубу «Атлетіко Насьйональ», в якій провів чотири сезони, взявши участь у 147 матчах чемпіонату.
1997 року його купив аргентинський гранд «Рівер Плейт» на місце виїхавшого до Європи Ернана Креспо. Анхель став гідною заміною нападаючому збірної Аргентини та забив в 82 іграх за «Рівер» 43 голи (більше 0,5 м'яча за гру) в чемпіонатах країни, допомігши клубу тричі стати чемпіоном Аргентини.
2001 року Анхель перейшов в англійську «Астон Віллу» за рекордні на той момент для клубу 9,5 млн фунтів. Колумбієць став улюбленцем уболівальників, коли став найкращим бомбардиром клубу в сезоні 2003/04 з 16 голами в чемпіонаті країни і 21 голом з урахуванням кубкових турнірів. Однак більше він такою результативністю не відзначається (лише 7 голів у наступному сезоні).
У травні 2007 року Анхель дебютував у складі клубу «Нью-Йорк Ред Буллз» і був однією з найяскравіших зірок МЛС, вищої ліги США і Канади, після чого на початку 2011 року перейшов в «Ел-Ей Гелексі», але закріпитися в основі не зумів.
17 серпня 2011 року перейшов в американський клуб «Чівас США» в обмін на третій раунд додаткового драфта МЛС 2012. 20 серпня 2011 року дебютував за новий клуб у виїзному матчі 23-го туру чемпіонату МЛС 2011 проти «Колорадо Рапідз» і на 36-й хвилині відкрив рахунок своїм голам за каліфорнійців. Анхель виступав за клуб до закінчення контракту наприкінці сезону 2012 року після чого став вільним агентом.
У січні 2013 року було оголошено, що Анхель повернувся до рідного клубу, підписавши контракт на рік з колумбійським «Атлетіко Насьональ», клубом в якому він почав свою професійну кар'єру. В тому ж сезоні допоміг команді виграти чемпіонат і кубок Колембії. Наразі встиг відіграти за команду з Медельїна 29 матчів в національному чемпіонаті.

## Виступи за збірну
1 листопада 1996 року дебютував в офіційних матчах у складі національної збірної Колумбії в товариській грі проти збірної Гондурасу (2:1). Всього провів у формі головної команди країни 33 матчі, забивши 9 голів.

## Статистика виступів

### Статистика клубних виступів

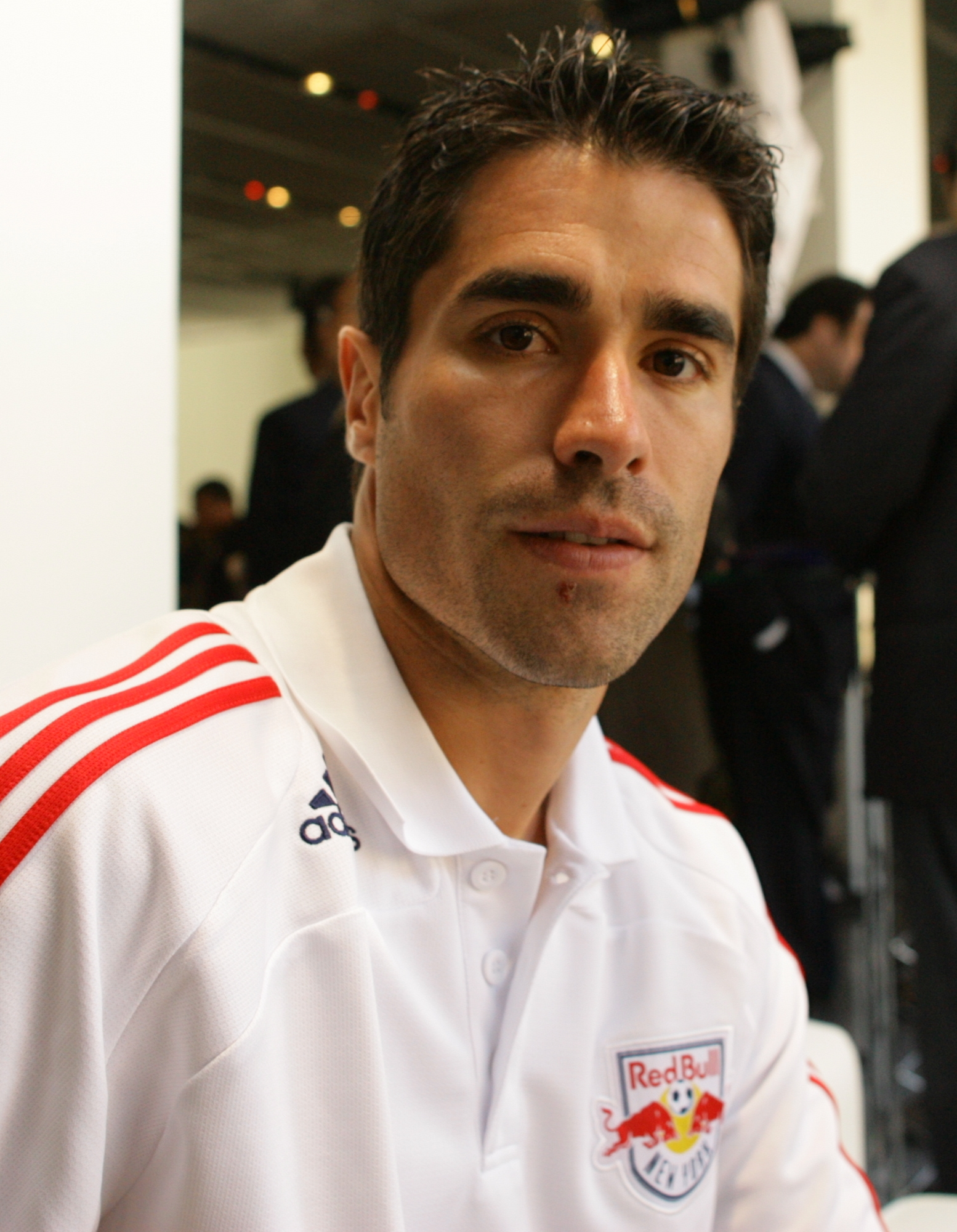
Хуан Пабло Анхель під час виступів за «Нью-Йорк Ред Буллз». 2008 рік

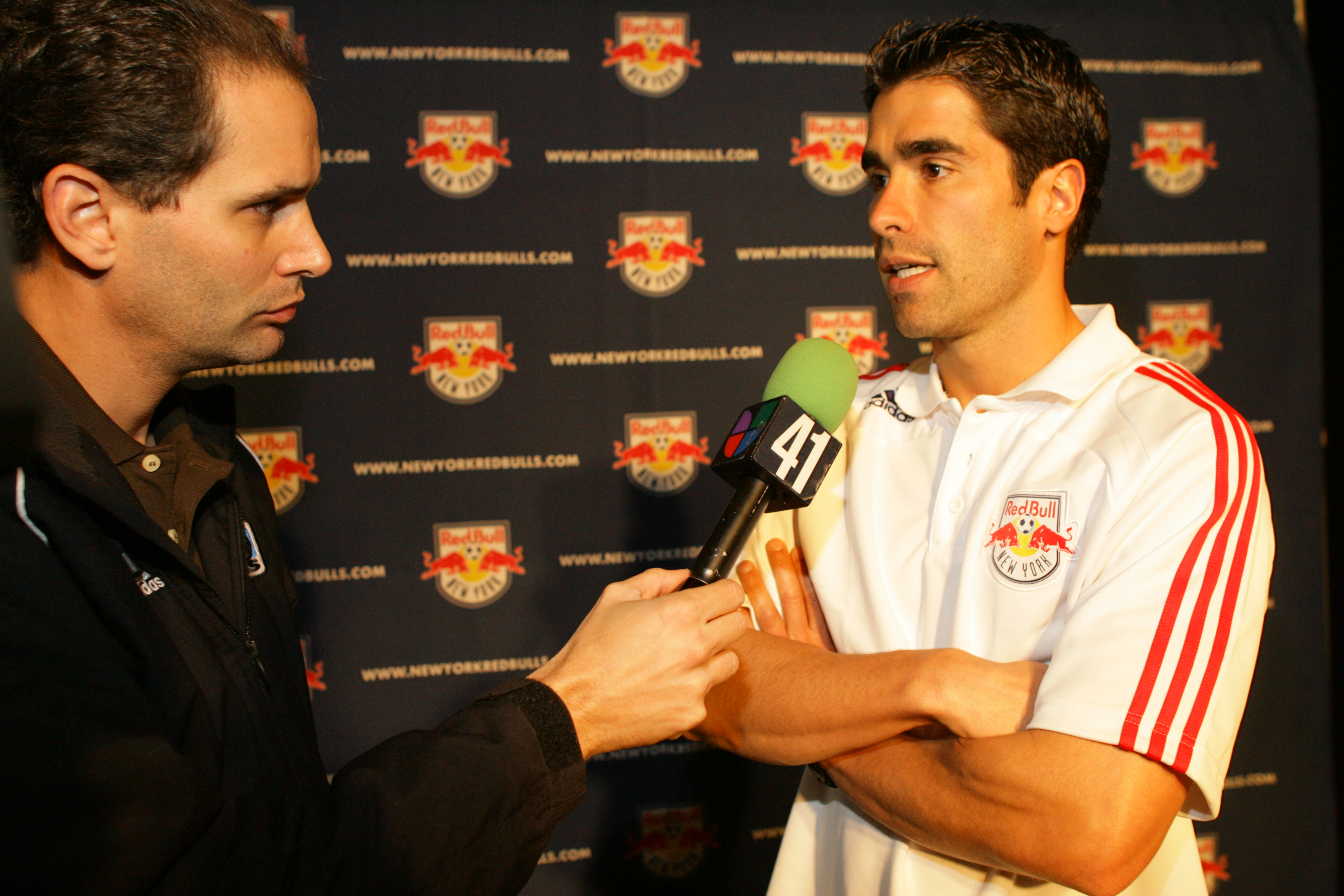
Хуан Пабло Анхель дає інтерв'ю. Березень 2008 року

| Сезон                           | Команда                         | Чемпіонат                       | Чемпіонат | Чемпіонат |
| Сезон                           | Команда                         | Ліга                            | Ігор      | Голів     |
| ------------------------------- | ------------------------------- | ------------------------------- | --------- | --------- |
| 1993                            | «Атлетіко Насьйональ»           | Прімера A                       | 3         | 1         |
| 1994                            | «Атлетіко Насьйональ»           | Прімера A                       | 32        | 8         |
| 1995                            | «Атлетіко Насьйональ»           | Прімера A                       | 22        | 0         |
| 1996                            | «Атлетіко Насьйональ»           | Прімера A                       | 0         | 0         |
| 1997                            | «Атлетіко Насьйональ»           | Прімера A                       | 23        | 14        |
| Усього за «Атлетіко Насьйональ» | Усього за «Атлетіко Насьйональ» | Усього за «Атлетіко Насьйональ» | 147       | 45        |
| 1997-1998                       | «Рівер Плейт»                   | Прімера Дивізіон                | 12        | 2         |
| 1998-1999                       | «Рівер Плейт»                   | Прімера Дивізіон                | 31        | 11        |
| 1999-2000                       | «Рівер Плейт»                   | Прімера Дивізіон                | 35        | 20        |
| 2000-2001                       | «Рівер Плейт»                   | Прімера Дивізіон                | 18        | 13        |
| Усього за «Рівер Плейт»         | Усього за «Рівер Плейт»         | Усього за «Рівер Плейт»         | 91        | 45        |
| 2000-2001                       | «Астон Вілла»                   | ПЛ                              | 9         | 1         |
| 2001-2002                       | «Астон Вілла»                   | ПЛ                              | 29        | 12        |
| 2002-2003                       | «Астон Вілла»                   | ПЛ                              | 15        | 1         |
| 2003-2004                       | «Астон Вілла»                   | ПЛ                              | 33        | 16        |
| 2004-2005                       | «Астон Вілла»                   | ПЛ                              | 35        | 7         |
| 2005-2006                       | «Астон Вілла»                   | ПЛ                              | 31        | 3         |
| 2006-2007                       | «Астон Вілла»                   | ПЛ                              | 23        | 4         |
| Усього за «Астон Віллу»         | Усього за «Астон Віллу»         | Усього за «Астон Віллу»         | 175       | 44        |
| 2007                            | «Нью-Йорк Ред Буллз»            | МЛС                             | 24        | 19        |
| 2008                            | «Нью-Йорк Ред Буллз»            | МЛС                             | 23        | 14        |
| 2009                            | «Нью-Йорк Ред Буллз»            | МЛС                             | 25        | 12        |
| 2010                            | «Нью-Йорк Ред Буллз»            | МЛС                             | 30        | 13        |
| Усього за «Нью-Йорк Ред Буллз»  | Усього за «Нью-Йорк Ред Буллз»  | Усього за «Нью-Йорк Ред Буллз»  | 102       | 58        |
| 2011                            | «Лос-Анджелес Гелаксі»          | МЛС                             | 22        | 3         |
| 2011                            | «Чівас США»                     | МЛС                             | 9         | 7         |
| 2012                            | «Чівас США»                     | МЛС                             | 19        | 14        |
| Усього за «Чівас США»           | Усього за «Чівас США»           | Усього за «Чівас США»           | 25        | 11        |
| 2013                            | «Атлетіко Насьйональ»           | Прімера A                       | 31        | 9         |
| Усього за кар'єру               | Усього за кар'єру               | Усього за кар'єру               | 601       | 216       |

## Титули і досягнення
- Чемпіон Колумбії (2): 1994, 2013 А
- Володар Кубка Колумбії (1): 2013
- Володар Міжамериканського кубка: 1995
- Чемпіон Аргентини (3): Апертура 1997, Апертура 1999, Клаусура 2000
- Володар Кубка Інтертото (1): 2001
- Переможець Західної конференції МЛС: 2008

### Індивідуальні
- Найкращий бомбардир сезону в «Астон Віллі»: 2003-04
- У символічній збірній сезону МЛС: 2007